# Diterpène

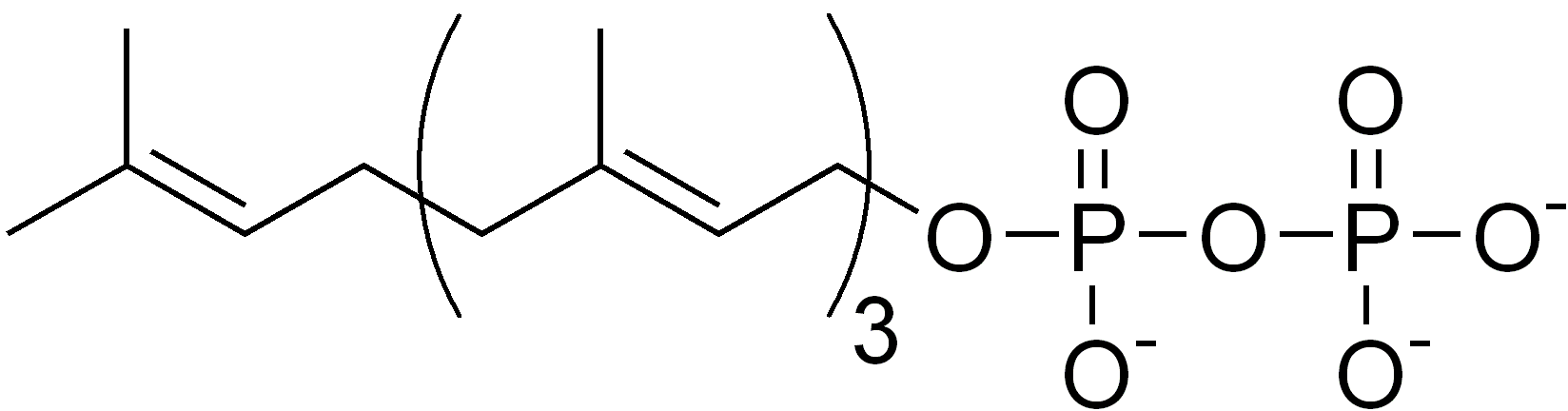
Le pyrophosphate de géranylgéranyle précurseur des terpénoïdes

Les diterpènes sont des substances d'origine organique en C20 (20 atomes de carbone), de la famille des terpènes. Ils sont constitués de quatre unités d'isoprène. Ils dérivent du géranyl-pyrophosphate, qui est le précurseur des monoterpènes. Les diterpènes sont à la base d'une catégorie de molécules de grande importance biologique, telles que le rétinol (Vitamine A), le rétinal et le phytol. Ils sont connus pour être antimicrobiens et anti-inflammatoires.

## Exemples de diterpènes
- Acide abiétique
- Aphidicoline
- Cafestol
- Cembrène
- Ferruginol
- Forskoline
- Guanacastepène A
- Kahwéol
- Labdane
- Lagochiline
- Sclarène
- Stémarène
- Stéviol (aglycone du stévioside)
- Taxadiène (précurseur du taxol)
- Tiamuline